# أسل ناحل الساق
أسل ناحل الساق (الاسم العلمي: Juncus gracilicaulis) نوع نباتي يتبع جنس الأسل وينتمي إلى الفصيلة الأسلية.